# Leopoldamys neilli
Il ratto gigante dalla coda lunga di Neill (Leopoldamys neilli  Marshall, Jr., 1976) è un roditore della famiglia dei Muridi, endemico della Thailandia.

## Descrizione
Roditore di medie dimensioni, con lunghezza della testa e del corpo tra 200 e 235 mm, la lunghezza della coda tra 245 e 321 mm, la lunghezza del piede tra 38 e 52 mm, la lunghezza delle orecchie tra 25 e 29 mm e un peso fino a 234 g.

La pelliccia è corta e liscia. Il colore delle parti superiori è bruno-grigiastro opaco. Le parti ventrali sono bianche. La linea di demarcazione lungo i fianchi è netta. Il dorso delle zampe è marrone. La coda è molto più lunga della tersta e del corpo, marrone scuro superiormente, bianca inferiormente e sulla punta. Le femmine hanno un paio di mammelle pettorali, un paio post-ascellari e due paia inguinali. Il numero cromosomico è 2n=44 FN=52.

## Biologia

### Comportamento
È una specie terricola.

## Distribuzione e habitat
Questa specie è diffusa nella Thailandia settentrionale e sud-occidentale. Probabilmente è presente anche nelle zone adiacenti del Laos e del Vietnam.
Vive su colline calcaree alberate e in boschi di Bambù di pianura tra i 100 e 800 metri di altitudine.

## Conservazione
La IUCN Red List, considerato l'assenza di informazioni recenti e l'incertezza del suo effettivo stato di specie distinta, classifica M.neilli come specie con dati insufficienti (DD).